# Thinking of You (I Drive Myself Crazy)
"Thinking of You (I Drive Myself Crazy)" (intitulado "I Drive Myself Crazy" nos Estados Unidos), é uma canção da boy band norte-americana NSYNC. Foi lançado em 22 de fevereiro de 1999 como o sétimo single no mercado alemão e o quarto single do álbum de estreia auto-intitulado nos EUA. A faixa também foi destaque no álbum europeu sazonal do grupo, The Winter Album.
A canção fez sua primeira aparição nas versões americana e britânica do álbum de estreia auto-intitulado da banda. O single não teve bom desempenho nas paradas, vendendo menos de 150.000 cópias.
A canção é notável como sendo uma das poucas canções em que alguém além de Justin Timberlake e JC Chasez canta os vocais - Chris Kirkpatrick canta o primeiro verso na versão americana, enquanto na versão europeia, Chasez cantou a parte de Kirkpatrick.

## Vídeo musical
O vídeo, dirigido por Tim Story,  mostra membros da banda em um manicômio. O espectador vê o tormento de cada homem quando se lembra da garota que o colocou lá. Cada membro inventou sua própria história. Um flashback mostra Kirkpatrick ignorando sua namorada enquanto ele fala no celular, então ela se levanta e vai embora. Ele vê visões de sua namorada passando por ele. O flashback de Timberlake mostra-o tentando dar um colar a uma garota, mas ela retorna e sai e abraça outro cara. Chasez vê a garota que o traiu na TV, em um show que lembra o Jerry Springer Show. Lance Bass relembra uma cena em que ele arranca as pétalas de uma flor. Sua namorada se aproxima dele, tira algumas pétalas, mas depois o deixa. Joey Fatone está com a namorada, quando outra garota passa e o beija. Sua namorada bate nele e depois sai. No manicômio, Fatone continuamente se bate no rosto com um mata-moscas. As cenas no manicômio gradualmente se tornam mais frenéticas, com suas expressões normais mudando para expressões enlouquecidas, Chasez atacando a TV e sendo contido, Bass arrancando flores e Fatone correndo em uma fantasia de Super - Homem. No final, os cinco são liberados, e as meninas são mostradas sendo levadas para o manicômio, enquanto o grupo corre para a liberdade.
O vídeo estreou no TRL em 1 de abril de 1999. A versão do vídeo apresentado em N the Mix é ajustada para incluir a versão americana da canção, que está incluída na versão americana do *NSYNC.

## Lista de faixas
1. "Thinking of You (I Drive Myself Crazy)" (Radio Edit) – 4:00
2. "Thinking of You (I Drive Myself Crazy)" (Riprock and Alex G's Crazy Driving Club Mix) – 4:00
3. "Thinking of You (I Drive Myself Crazy)" (Riprock and Alex G's Remix) – 3:26
4. "Thinking of You (I Drive Myself Crazy)" (U.S. Version) – 4:00
5. "Thinking of You (I Drive Myself Crazy)" (Riprock and Alex G's Smooth Haze Remix) – 3:46
6. "Thinking of You (I Drive Myself Crazy)" (CD-ROM Video) – 4:11

## Créditos
Gravação
- Gravado no Trans Continental Studio, Orlando, FL

Produção
- Rick Nowles – compositor
- Allan Rich – compositor
- Ellen Shipley – compositor
- Veit Renn – produtor
- Joe Smith – mixagem
- Adam Barber – gravação, assistente de mixagem
- Tony Battagllia – guitara

## Desempenho nas tabelas musicais
| Parada (1999)                                       | Posição |
| --------------------------------------------------- | ------- |
| Alemanha (Parada de singles)                        | 71      |
| Canadá (RPM)                                        | 16      |
| Espanha (Parada de singles)                         | 4       |
| Estados Unidos (Billboard Hot 100)                  | 67      |
| Estados Unidos (Billboard Mainstream Top 40)        | 14      |
| Países Baixos (Parada de singles dos Países Baixos) | 15      |

| Parada (1999) | Posição |
| ------------- | ------- |
| Canadá (RPM)  | 90      |